# Salvatore Pennisi
Salvatore Pennisi (Sant'Alfio, 1º novembre 1913 – Roma, 6 ottobre 1988) è stato un militare italiano, insignito della medaglia d'oro al valor militare a vivente nel corso della seconda guerra mondiale.

## Biografia
Nacque a Sant'Alfio, provincia di Catania, il 1º novembre 1913. Conseguita la laurea in giurisprudenza presso luniversità Cattolica di Milano nel 1937, fu poi ammesso, nel settembre 1938, al Corso allievi ufficiali di complemento presso il 52º Reggimento fanteria "Alpi" a Spoleto. Al termine del Corso, nel luglio 1939, con il grado di sottotenente fu assegnato in servizio al 34º Reggimento fanteria "Livorno" a Fossano. Posto in congedo nel settembre 1940, nel dicembre dello stesso anno chiese, ed ottenne, di essere richiamato in servizio attivo, frequentando dal maggio al luglio 1941, un corso applicativo-pratico presso il Comando Gruppo RR.CC. di Asti, per passare in forza all'Arma dei Carabinieri. Al termine del corso fu nominato sottotenente dei Regi Carabinieri e venne assegnato alla Legione Carabinieri di Alessandria, posto al comando della Tenenza di Vinadio. Nell'ottobre 1941 fu trasferito alla 414ª Sezione Carabinieri, posta alle dipendenze della 4ª Divisione alpina "Cuneense", dove, nel gennaio 1942, fu promosso tenente. Nell'agosto dello stesso anno raggiunse con il proprio reparto il fronte russo, dove partecipò a numerose operazioni contro i partigiani e paracadutisti sovietici. A causa della violenta offensiva sovietica nel gennaio 1943, egli fu costretto, insieme al suo reparto, ad abbandonare la linea difensiva del Don, partecipando ai durissimi combattimenti verificatisi durante le drammatiche fasi del ripiegamento della Divisione. Al termine della dura lotta la Divisione "Cuneense" fu accerchiata e sopraffatta dai russi, ed egli insieme ad altri suoi commilitoni, cadde prigioniero di guerra il 27 gennaio 1943. Da quel momento iniziò un lungo periodo di prigionia nei campi detentivi sovietici, che lo consideravano un criminale di guerra, e che con lunghe sofferenze terminò dopo ben 11 anni, quando rientrò in Italia il 13 febbraio 1954, accolto come un eroe. Nell'ottobre 1954 fu posto a disposizione della Legione C.C. di Messina e dal 15 aprile 1955 di quella di Palermo, comandando quindi la Compagnia C.C. di Caltanissetta anche quando fu promosso capitano. Precedentemente, per il coraggio dimostrato sul fronte orientale tra l'agosto 1942 ed il gennaio 1943, era stato trasferito in servizio permanente effettivo per meriti di guerra nell'Arma dei Carabinieri. Con il grado di maggiore fu assegnato alla Legione C.C. di Chieti, assumendo dal 12 gennaio 1957 il comando del Gruppo C.C. di Campobasso. Con Decreto del Presidente della Repubblica del 22 giugno 1960 fu insignito con la medaglia d'oro al valor militare a vivente.
Promosso tenente colonnello, il 16 novembre 1961 fu trasferito alla Legione di Torino, dove comandò il Gruppo Interno C.C. di Torino, e poi fu, dal 1º settembre 1965,  Comandante della Scuola Allievi C.C. di Torino. Dopo la promozione a colonnello, il 15 marzo 1968 fu posto al comando della Legione C.C. di Bari. Dal 1º settembre 1970 passò alla Legione C.C. di Messina, a disposizione della IX Brigata C.C. di Palermo, dislocata a Sant'Alfio, il suo paese natale. Venne poi promosso generale di brigata, assumendo il 10 marzo 1972 il comando della III Brigata C.C. di Padova. Il 15 settembre 1973 fu trasferito con incarichi speciali presso il Comando Generale dell'Arma dei Carabinieri, venendo definitivamente posto in congedo il 2 novembre 1975. Si spense a Roma il 5 ottobre 1988.

## Onorificenze
Al Col. Pennisi fu intitolato il 183º corso che, ironia della sorte, giurò alla Scuola Allievi Carabinieri di Torino, nel 1994.
Alla sua memoria è intitolata, dall'11 luglio 2006, la Caserma sede del Comando Stazione Carabinieri di S. Agata Li Battiati (CT). 